# 不空院
不空院（ふくういん）は、奈良県奈良市高畑町にある真言律宗の寺院。山号は春日山（しゅんにちさん）。本尊は不空羂索観音。縁切寺として知られる。

## 歴史
菅家本『諸寺縁起集』などによると、不空院は鑑真の住坊跡に建立された寺院と伝え、弘仁年間（810 - 824年）には空海が興福寺南円堂（八角円堂）建立に先立ち、その雛形を当寺に建てたという。
鎌倉時代には西大寺の叡尊、興福寺の円晴、唐招提寺の覚盛、西方院（唐招提寺子院）の有厳が当院で戒律を講じたという。室町時代には興福寺の二大院家の1つの大乗院の末寺となっていた。近世は本堂に弁才天が安置されていること、また院号の不空院が転じて福院とも呼ばれたことで、「かけこみ寺」として奈良町の芸妓達の信仰を集めていた。
1854年の安政の大地震で堂宇が倒壊。大正年間に三谷弘厳によって再興された。

## 境内
- 井上皇后御霊塚
- 縁結びの祠
- 縁切りの祠

## 文化財
重要文化財
- 木造不空羂索観音坐像 - 寄木造、漆箔、玉眼。像高103.9センチメートル。鎌倉時代。興福寺出身の僧円晴が、興福寺南円堂を模して八角円堂を建て、本尊としてこの不空羂索観音像を安置したとの伝承がある[3]。

## 所在地
〒630-8301 奈良県奈良市高畑町1365

## 交通アクセス
奈良交通市内循環「破石町」下車、徒歩10分。

## 周辺情報
- 新薬師寺
- 志賀直哉旧居
- 奈良教育大学